# Austrogoniodes waterstoni
Austrogoniodes waterstoni är en insektsart som först beskrevs av Carlos Emmons Cummings 1914.  Austrogoniodes waterstoni ingår i släktet pingvinlöss, och familjen fjäderlöss. Inga underarter finns listade i Catalogue of Life.